# القصاص (1941)
قالب:Campaignbox Invasion of Yugoslavia
عملية القصاص (بالألمانية: Unternehmen Strafgericht)، والمعروفة أيضًا باسم عملية العقاب،  كان القصف الألماني في أبريل 1941 لبلغراد، عاصمة يوغوسلافيا، ردًا على الانقلاب الذي أطاح بالحكومة التي وقعت على الميثاق الثلاثي. ووقع القصف في الأيام الأولى لغزو المحور بقيادة يوغوسلافيا خلال الحرب العالمية الثانية. لم يكن لدى القوات الجوية الملكية اليوغوسلافية (VVKJ) سوى 77 طائرة مقاتلة حديثة متاحة للدفاع عن بلغراد ضد مئات المقاتلين والقاذفات الألمانية الذين ضربوا في الموجة الأولى في وقت مبكر من 6 أبريل. قبل ثلاثة أيام، انشق VVKJ الرائد فلاديمير كرين إلى الألمان، وكشف عن المواقع العسكرية المتعددة وكشف رموز VVKJ.
هاجمت ثلاث موجات أخرى من القاذفات بلغراد في 6 أبريل، وتبع ذلك المزيد من الهجمات في الأيام اللاحقة. وأسفرت الهجمات عن شلل القيادة والسيطرة المدنية والعسكرية اليوغوسلافية، وتدمير البنية التحتية في بلغراد على نطاق واسع، والعديد من الضحايا المدنيين. كان الغزو البري قد بدأ قبل ذلك بساعات قليلة، وشنت هجمات جوية أيضًا على مطارات VVKJ والأهداف الاستراتيجية الأخرى عبر يوغوسلافيا. من بين الأهداف غير العسكرية التي تم ضربها خلال القصف كانت مكتبة صربيا الوطنية، التي احترقت مع فقدان مئات الآلاف من الكتب والمخطوطات، وحديقة حيوان بلغراد.
نفذ سلاح الجو الملكي غارتين قصف على العاصمة البلغارية صوفيا ردا على الهجمات على يوغوسلافيا التي استسلمت في 17 أبريل. تم القبض على الضابط الكبير في لوفتفافه المسؤول عن القصف، الجنرال روبرت ألكسندر لوهر، من قبل اليوغوسلاف في نهاية الحرب وحوكم وأعدم بسبب جرائم حرب، جزئياً لتورطه في قصف بلغراد. ألقي القبض على كرين في عام 1947 بتهم لا صلة لها بجرائم حرب نشأت عن خدمته اللاحقة كرئيس للقوات الجوية لدولة كرواتيا المستقلة. وقد تم تسليمه إلى يوغوسلافيا لمحاكمته، وأدين في جميع التهم وأعدم في عام 1948. نصب تذكاري أقيم في نيو بلغراد في عام 1997 يخلد ذكرى الطيارين اليوغوسلافيين الذين قتلوا في دفاع بلغراد.

## الحواشي
1. ↑  Chant 1986، صفحة 17.
2. ↑  Gilbert 1989، صفحة 170.
3. ↑  Terzić 1982، صفحة 283.
4. ↑  The military historian Christopher Chant states that the codename was Unternehmen Bestrafung (Operation Punishment).[1] مارتن غيلبرت  [لغات أخرى]‏, a historian specialising in the الهولوكوست, writes that the operation was codenamed Castigo ("punishment").[2] The historian Vladimir Terzić offers the اللغة الصربية الكرواتية translation, Kazna ("punishment").[3]